# 미국 연방 정부의 독립기관

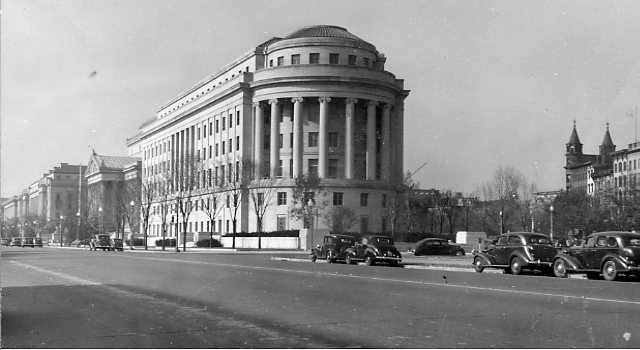
미국 연방공정거래위원회는 1935년 연방대법원의 Humphrey 판례에 따라 독립기관으로서의 성격이 인정되었다.

미국 연방 정부의 독립기관(영어: Independent agencies of the United States government)는 미국 연방 정부의 행정부 내에 존재하는 독립기관들을 말한다.

## 정의
미국에서 독립기관(영어: Independent agency)이 무엇인지에 관하여 미국 헌법이나 법률에 일의적인 규정이 존재하지는 않으며, 다만 정부조직법 정부조직법 제104조의 '독립기관(independent establishment)', 문서감축법 제3502조의 (5)의 '독립규제기관(independent regulatory agency)' 등 분류기준에 가까운 개념만이 존재하고 있다. 
이에 따라 미국 행정기관들의 협의체인 미국 연방행정회의는 자체적으로 발간하는 Sourcebook에서 미국 연방 정부 내의 독립기관에 대해 여러 정의를 제시하고 있는데, 그 중 첫 번째로 제시되는 정의는 미국 연방 정부의 행정부(영어: Executive branch)에 속하지만 대통령실과 내각에는 속하지 않는 기관들이 독립기관이라는 것이다. 이는 실질적 개념정의가 아닌 형식적 분류기준에 불과하나, 내용적으로 간명하다는 점에서 미국 연방 정부의 공식 홈페이지에 게재되는 등 널리 채택되고 있다. 그러나 위와 같은 정의는 널리 사용되는 기준일 뿐 온전한 정의는 아닌데, 예를 들어 위의 기준에 따라 독립기관으로 분류되는 기관 중 미국 소비자금융보호국과 미국 연방주택기업감독청은 미국 연방대법원 판례에 의해 미국 대통령이 지닌 재량적 해임권으로부터의 독립성을 부정당한 바 있다.

## 예시
미국 연방 정부의 공식 홈페이지(www.usa.gov)에서 "행정기관 중  대통령실과 내각에는 속하지 않는 기관"이라는 기준 아래 독립기관으로 제시한 기관들은 2022년 1월 기준 아래의 목록과 같다. 이 목록에는 공기업은 물론 규제 및 감독기관으로서의 성격이 낮은 거의 모든 종류의 위원회가 포함되어 있을 뿐만 아니라, 미국의 내각 또는 독립기관 산하의 특정한 위원회나 부서들도 일부 포함되어 있음에 유의할 필요가 있다. 예를 들어 이 목록에 포함된 미국 환경보호청 실내공기질 관리부는 미국 연방행정회의의 Sourcebook에 제시된 어떤 기준에 따르더라도 독립기관으로 거론조차 되지 않는다.
- Administrative Conference of the United States (미국 연방행정회의)
- African Development Foundation (미국 아프리카개발재단)
- Central Intelligence Agency (미국 중앙정보국)
- Commission on Civil Rights (미국 민권위원회)
- Commission on Presidential Scholars (미국 대통령장학위원회)
- Commission on Security and Cooperation in Europe (미국 헬싱키위원회)
- Consumer Financial Protection Bureau (미국 소비자금융보호국)
- Consumer Product Safety Commission (미국 소비자제품안전위원회)
- Defense Nuclear Facilities Safety Board (미국 방위핵시설안전위원회)
- Denali Commission (미국 데날리위원회)
- Environmental Protection Agency (미국 환경보호청)
- Equal Employment Opportunity Commission (미국 평등고용기회위원회)
- Export-Import Bank of the United States (미국 수출입은행)
- Farm Credit Administration (미국 농업신용청)
- Federal Communications Commission (미국 연방통신위원회)
- Federal Deposit Insurance Corporation (미국 예금보험공사)
- Federal Election Commission (미국 연방선거관리위원회)
- Federal Housing Finance Agency (미국 연방주택기업감독청)
- Federal Labor Relations Authority (미국 연방노사관계청)
- Federal Maritime Commission (미국 연방해사위원회)
- Federal Mediation and Conciliation Service (미국 연방조정화해청)
- Federal Mine Safety and Health Review Commission (미국 광업안전보건위원회)
- Federal Reserve System (미국 연방준비제도)
- Federal Retirement Thrift Investment Board (미국 연방퇴직저축투자위원회)
- Federal Trade Commission (미국 연방공정거래위원회)
- General Services Administration (미국 총무청)
- Indoor Air Quality Division (미국 환경보호청 실내공기질 관리부)
- Institute of Museum and Library Services (미국 박물관도서관서비스연구원)
- Inter-American Foundation (미주재단)
- Merit Systems Protection Board (미국 실적제보호위원회)
- Millennium Challenge Corporation (미국 밀레니엄도전공사)
- National Aeronautics and Space Administration (미국 항공우주국)
- National Archives and Records Administration (미국 국립문서기록관리청)
- National Capital Planning Commission (미국 국가수도계획위원회)
- National Credit Union Administration (미국 국가신용협동조합청)
- National Endowment for the Arts (미국 국립예술기금)
- National Endowment for the Humanities (미국 국립인문학기금)
- National Labor Relations Board (미국 국가노사관계위원회)
- National Mediation Board (미국 국가조정위원회)
- National Railroad Passenger Corporation (미국 암트랙)
- National Science Foundation (미국 국립과학재단)
- National Transportation Safety Board (미국 연방교통안전위원회)
- Occupational Safety and Health Review Commission (미국 산업안전보건위원회)
- Office of Government Ethics (미국 공직자윤리청)
- Office of Personnel Management (미국 인사관리청)
- Office of Special Counsel (미국 특별심사청)
- Office of the Director of National Intelligence (미국 국가정보장실)
- Peace Corps (미국 평화봉사단)
- Pension Benefit Guaranty Corporation (미국 연금지급보증공사)
- Postal Regulatory Commission (미국 우편규제위원회)
- Privacy and Civil Liberties Oversight Board (미국 프라이버시 및 시민권 감독위원회)
- Railroad Retirement Board (미국 철도은퇴위원회)
- Securities and Exchange Commission (미국 증권거래위원회)
- Selective Service System (미국 징병국)
- Small Business Administration (미국 중소기업청)
- Social Security Administration (미국 사회보장국)
- Surface Transportation Board (미국 육상교통위원회, 舊 주간통상위원회)
- Tennessee Valley Authority (미국 테네시강 유역 개발공사
- U.S. Agency for Global Media (미국 국제방송처)
- U.S. Agency for International Development (미국 국제개발처)
- U.S. Commodity Futures Trading Commission (미국 상품선물거래위원회)
- U.S. International Development Finance Corporation (미국 국제개발금융공사)
- U.S. International Trade Commission (미국 국제무역위원회)
- U.S. Nuclear Regulatory Commission (미국 원자력규제위원회)
- U.S. Postal Service (미국 우정청)
- U.S. Trade and Development Agency (미국 무역개발처)

## 같이 보기
- 독립기관
- 미국 연방정부
- 미국 대통령실
- 미국 내각